# 布萊特-惠勒過程

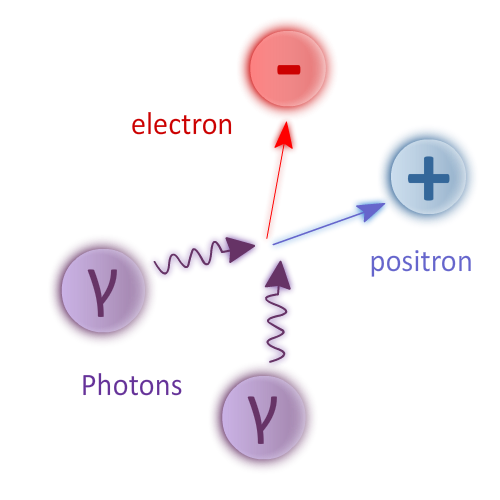
布萊特-惠勒過程，兩個光子碰撞將產生一對正電子及電子

布萊特-惠勒過程（Breit–Wheeler process）是一種兩個光子碰撞產生一對正電子及電子的一種物理過程， 這是將光轉化為物質最簡單的機制。 布萊特-惠勒過程可以用 γ γ′ → e+ e− 的形式表達，其中γ和γ′是兩個光子。
多重布萊特-惠勒過程也稱為非線性布萊特-惠勒過程或強力場布萊特-惠勒過程，是純光子布萊特-惠勒過程的延伸描述，意指當高能光子通過電磁場（例如雷射脈衝）產生衰變的過程。這個過程可以用γ+ nω→e+e−的形式表達，其中 ω 表示雷射場的光子。
1934年，由物理學家格雷戈里·布萊特和約翰·惠勒首次提出，發表於《物理評論》。